# The Verve E.P.
| Recensione | Giudizio |
| ---------- | -------- |
| AllMusic   |          |
| NME        | [ 4 ]    |

The Verve E.P. (chiamato anche Verve EP o solo Verve) è il primo EP del gruppo musicale britannico The Verve, pubblicato il 1º dicembre 1992.

## Tracce
CD (YARD CD1)
Testi e musiche di The Verve.
1. Gravity Grave (edit) – 4:27
2. A Man Called Sun – 5:42
3. She's a Superstar (edit) – 5:03
4. Endless Life – 5:31
5. Feel – 10:41

Durata totale: 31:24
LP (5099993470513/HUTLPUS 1)
Nel 2013 Virgin e Hut hanno ripubblicato, in edizione limitata, l'EP in formato LP per il Record Store Day. Il lato A contiene le prime tre tracce, il lato B le altre due.

## Formazione

### Gruppo
- Richard Ashcroft – voce, chitarra
- Nick McCabe – chitarra
- Simon Jones – basso
- Peter Salisbury – batteria

### Produzione
- Barry Clempson – produzione, missaggio (tracce 1, 3, 4, 5)
- Paul Schroeder – produzione, missaggio (traccia 2)
- Tony Harris – missaggio (tracce 1, 3, 4, 5)